# Seznam vítězství týmu Bonjour a jeho nástupců
Toto je ucelený přehled seznam vítězství členů cyklistického týmu Total Direct Energie, od jeho působení jako team Bonjour v roce 2000. Závody jsou roztříděny podle pravidel UCI.

## Team Bonjour

### 2000
| Oficiální název závodu          | Český název        | Země, místo konání         | Typ závodu | Jezdec                 | Vítězství         |
| ------------------------------- | ------------------ | -------------------------- | ---------- | ---------------------- | ----------------- |
| Tour de Langkawi                |                    | Malajsie                   | etapový    | Damien Nazon (FRA)     | 3. etapa          |
| Paris–Nice                      | Paříž–Nice         | Francie                    | etapový    | François Simon (FRA)   | 5. etapa          |
| Paris–Camembert                 | Paříž–Camembert    | Francie, Normandie         | jednodenní | Didier Rous (FRA)      |                   |
| Circuit des Mines               |                    | Francie, Lotrinsko         | etapový    | Sébastien Joly (FRA)   | 4. etapa          |
| GP du Midi Libre                |                    | Francie                    | etapový    | Didier Rous (FRA)      | celkové vítězství |
| GP du Midi Libre                | Damien Nazon (FRA) | Francie                    | etapový    | 1. etapa               |                   |
| Grand Prix de Villers-Cotterêts |                    | Francie, Villers-Cotterêts | jednodenní | Damien Nazon (FRA)     |                   |
| Mi-Août 3                       |                    | Francie                    | jednodenní | Jean-Cyril Robin (FRA) |                   |
| Tour de l'Ain                   |                    | Francie, východní region   | etapový    | Frédéric Gabriel (FRA) | 3. etapa          |
| GP Le Télégramme                |                    | Francie                    | jednodenní | Walter Bénéteau (FRA)  |                   |
| Tour du Poitou-Charentes        |                    | Francie, Poitou-Charentes  | etapový    | Damien Nazon (FRA)     | 1. etapa          |
| Tour de l'Avenir                | Tour de l'Avenir   | Francie                    | etapový    | Fabrice Salanson (FRA) | 3. etapa          |
| Circuit Franco-Belge            |                    | Francie, Belgie            | jednodenní | Sylvain Chavanel (FRA) | 1. etapa          |

### 2001
| Oficiální název závodu    | Český název                               | Země, místo konání          | Typ závodu     | Jezdec              | Vítězství                  |
| ------------------------- | ----------------------------------------- | --------------------------- | -------------- | ------------------- | -------------------------- |
| Étoile de Bessèges        |                                           | Francie, Gard               | etapový        | Damien Nazon (FRA)  | 3. etapa, 4. etapa         |
| Tour de Vendée            |                                           | Francie, Vendée             | jednodenní     | Didier Rous (FRA)   |                            |
| Trophée des Grimpeurs     |                                           | Francie,Val-d'Oise          | jednodenní     | Didier Rous (FRA)   |                            |
| Quatre Jours de Dunkerque | Čtyři dny v Dunkerku                      | Francie, Nord-Pas-de-Calais | etapový        | Didier Rous (FRA)   | 5. etapa, 6. etapa, trikot |
| Dauphiné Libéré           |                                           | Francie                     | etapový        | Didier Rous (FRA)   | prolog                     |
| Road Race Championships   | Mistrovství Francie v silniční cyklistice | Francie                     | silniční závod | Didier Rous (FRA)   |                            |
| Tour du Limousin          |                                           | Francie, Limousin           | čtyřdenní      | Franck Bouyer (FRA) | 1. etapa, trikot           |
| Tour du Finistère         |                                           | Francie, Quimper            | jednodenní     | Franck Rénier (FRA) |                            |

### 2002
| Oficiální název závodu            | Český název          | Země, místo konání          | Typ závodu | Jezdec                 | Vítězství |
| --------------------------------- | -------------------- | --------------------------- | ---------- | ---------------------- | --------- |
| Tour of Qatar                     | Kolem Kataru         | Katar                       | etapový    | Damien Nazon (FRA)     | 2. etapa  |
| Grand Prix de la Ville de Lillers |                      | Francie, Nord-Pas-de-Calais | jednodenní | Pascal Derame (FRA)    |           |
| Tour de Normandie                 |                      | Francie, Normandie          | etapový    | Jérôme Pineau (FRA)    | trikot    |
| Circuit de la Sarthe              |                      | Francie, Pays de la Loire   | etapový    | Didier Rous (FRA)      | trikot    |
| Tour de Vendée                    |                      | Francie, Vendée             | jednodenní | Franck Bouyer (FRA)    |           |
| Trophée des Grimpeurs             |                      | Francie, Val-d'Oise         | jednodenní | Sylvain Chavanel (FRA) |           |
| Quatre Jours de Dunkerque         | Čtyři dny v Dunkerku | Francie, Nord-Pas-de-Calais | etapový    | Sylvain Chavanel (FRA) | trikot    |
| GP du Midi Libre                  |                      | Francie                     | etapový    | Fabrice Salanson (FRA) | 2. etapa  |
| Tour of Belgium                   | Kolem Belgie         | Belgie                      | etapový    | Damien Nazon (FRA)     | 2. etapa  |
| Route du Sud                      |                      | Francie, severní regiony    | etapový    | Damien Nazon (FRA)     | 1. etapa  |
| Tour de l'Ain                     |                      | Francie                     | etapový    | Damien Nazon (FRA)     | 1. etapa  |
| Tour du Poitou Charentes          |                      | Francie, Poitou-Charentes   | etapový    | Damien Nazon (FRA)     | 3. etapa  |

## Team Brioches La Boulangère

### 2003
| Oficiální název závodu            | Český název                               | Země, místo konání          | Typ závodu     | Jezdec                   | Vítězství            |
| --------------------------------- | ----------------------------------------- | --------------------------- | -------------- | ------------------------ | -------------------- |
| Tour of Qatar                     | Kolem Kataru                              | Katar                       | etapový        | Damien Nazon (FRA)       | 2. etapa             |
| Tour Méditerranéen                |                                           | Španělsko, Francie, Itálie  | etapový        | Emmanuel Magnien (FRA)   | 2. etapa             |
| Tour du Haut Var                  |                                           | Francie, Var                | dvoudenní      | Sylvain Chavanel (FRA)   |                      |
| Critérium des Espoirs             |                                           | Francie                     | etapový        | Anthony Geslin (FRA)     |                      |
| Grand Prix de la Ville de Lillers |                                           | Francie, Nord-Pas-de-Calais | jednodenní     | Damien Nazon (FRA)       |                      |
| Classic Loire Atlantique          |                                           | Francie, Loire-Atlantique   | jednodenní     | Thomas Voeckler (FRA)    |                      |
| Grand Prix Rudy Dhaenens          |                                           | Belgie, Nevele              | jednodenní     | Christophe Kern (FRA)    |                      |
| Critérium International           |                                           | Francie, Ardennes           | dvoudenní      | Damien Nazon (FRA)       | 1. etapa             |
| Circuit de la Sarthe              |                                           | Francie, Pays de la Loire   | etapový        | Sylvain Chavanel (FRA)   |                      |
| Trophée des Grimpeurs             |                                           | Francie, Val-d'Oise         | jednodenní     | Didier Rous (FRA)        |                      |
| Tour de Luxembourg                | Kolem Lucemburska                         | Lucembursko                 | etapový        | Thomas Voeckler (FRA)    | 1.; 3. etapa, trikot |
| Road Race Championships           | Mistrovství Francie v silniční cyklistice | Francie                     | silniční závod | Didier Rous (FRA)        |                      |
| Polynormande                      |                                           | Francie, Normandie          | jednodenní     | Jérôme Pineau (FRA)      |                      |
| Tour de l'Ain                     |                                           | Francie                     | etapový        | Jérôme Pineau (FRA)      | 1. etapa             |
| Tour de l'Ain                     | Maryan Hary (FRA)                         | Francie                     | etapový        | 2. etapa                 |                      |
| Tour du Limousin                  |                                           | Francie, Limousin           | čtyřdenní      | Didier Rous (FRA)        |                      |
| Boucles de l'Aulne                |                                           | Francie, Bretaň             | jednodenní     | Walter Bénéteau (FRA)    |                      |
| Tour de l'Avenir                  | Závod budoucnosti                         | Francie                     | etapový        | Sébastien Chavanel (FRA) | 2.; 3. etapa         |
| Tour de l'Avenir                  | Závod budoucnosti                         | Francie                     | etapový        | Thomas Voeckler (FRA)    | 8. etapa             |
| Tour de la Somme                  |                                           | Francie, Somme              | jednodenní     | Jimmy Engoulvent (FRA)   |                      |

### 2004
| Oficiální název závodu    | Český název                               | Země, místo konání                                  | Typ závodu     | Jezdec                   | Vítězství        |
| ------------------------- | ----------------------------------------- | --------------------------------------------------- | -------------- | ------------------------ | ---------------- |
| Clasica de Almeria        |                                           | Španělsko, Almería                                  | jednodenní     | Jérôme Pineau (FRA)      |                  |
| Route Adélie de Vitré     |                                           | Francie, Vitré                                      | jednodenní     | Anthony Geslin (FRA)     |                  |
| Circuit de la Sarthe      |                                           | Francie, Pays de la Loire                           | etapový        | Franck Bouyer (FRA)      |                  |
| Paris–Camembert           |                                           | Francie, Normandie                                  | jednodenní     | Franck Bouyer (FRA)      |                  |
| Quatre Jours de Dunkerque | Čtyři dny v Dunkerku                      | Francie, Nord-Pas-de-Calais                         | etapový        | Sylvain Chavanel (FRA)   | trikot           |
| Quatre Jours de Dunkerque | Čtyři dny v Dunkerku                      | Francie, Nord-Pas-de-Calais                         | etapový        | Didier Rous (FRA)        | 3. etapa         |
| Tour of Belgium           | Kolem Belgie                              | Belgie                                              | etapový        | Sylvain Chavanel (FRA)   | trikot           |
| A Travers le Morbihan     |                                           | Francie, Bretaň                                     | jednodenní     | Thomas Voeckler (FRA)    |                  |
| Route du Sud              |                                           | Francie, severní regiony                            | etapový        | Thomas Voeckler (FRA)    | 4. etapa         |
| Road Race Championships   | Mistrovství Francie v silniční cyklistice | Francie                                             | silniční závod | Thomas Voeckler (FRA)    |                  |
| Tour du Doubs             |                                           | Francie, Doubs                                      | jednodenní     | Mathieu Sprick (FRA)     |                  |
| Tour de Wallonie          |                                           | Belgie, Valonsko                                    | etapový        | Sébastien Chavanel (FRA) | 5. etapa         |
| Polynormande              |                                           | Francie, Normandie                                  | jednodenní     | Sylvain Chavanel (FRA)   |                  |
| Tour de l'Ain             |                                           | Francie                                             | etapový        | Jérôme Pineau (FRA)      | 1. etapa, trikot |
| Tour du Limousin          |                                           | Francie, Limousin                                   | čtyřdenní      | Didier Rous (FRA)        | 3. etapa         |
| Tour du Poitou Charentes  |                                           | Francie, Poitou-Charentes                           | etapový        | Sylvain Chavanel (FRA)   | 3.; 4. etapa     |
| GP Ouest-France           |                                           | Francie, Bretaň                                     | jednodenní     | Didier Rous (FRA)        |                  |
| Hessen-Rundfahrt          |                                           | Německo, Hesensko, Durynsko, Bádensko-Württembersko | etapový        | Unai Yus (FRA)           | 1. etapa         |
| Tour de l'Avenir          | Závod budoucnosti                         | Francie                                             | etapový        | Sébastien Chavanel (FRA) | 2.; 4.; 5. etapa |
| Tour de l'Avenir          | Závod budoucnosti                         | Francie                                             | etapový        | Christophe Kern (FRA)    | 6. etapa         |
| Paris–Bourges             |                                           | Francie, Centre                                     | jednodenní     | Jérôme Pineau (FRA)      |                  |

## Team Bouygues Télécom

### 2005
| Oficiální název závodu       | Český název                               | Země, místo konání          | Typ závodu     | Jezdec                 | Vítězství              |
| ---------------------------- | ----------------------------------------- | --------------------------- | -------------- | ---------------------- | ---------------------- |
| GP Cholet                    |                                           | Francie, Cholet             | jednodenní     | Pierrick Fédrigo (FRA) |                        |
| Paris–Camembert              |                                           | Francie, Normandie          | jednodenní     | Laurent Brochard (FRA) |                        |
| Circuit de la Sarthe         |                                           | Francie, Pays de la Loire   | etapový        | Anthony Ravard (FRA)   | 1. etapa               |
| Circuit de Lorraine          |                                           | Francie, Lotrinsko          | etapový        | Anthony Ravard (FRA)   | 3. etapa               |
| Quatre Jours de Dunkerque    | Čtyři dny v Dunkerku                      | Francie, Nord-Pas-de-Calais | etapový        | Pierrick Fédrigo (FRA) | trikot                 |
| Quatre Jours de Dunkerque    | Čtyři dny v Dunkerku                      | Francie, Nord-Pas-de-Calais | etapový        | Thomas Voeckler (FRA)  | 3. etapa               |
| Volta a Catalunya            | Kolem Katalánska                          | Španělsko, Katalánsko       | etapový        | Anthony Ravard (FRA)   | 6. etapa               |
| Route du Sud                 |                                           | Francie, severní regiony    | etapový        | Didier Rous (FRA)      | 3. etapa               |
| Road Race Championships      | Mistrovství Francie v silniční cyklistice | Francie                     | silniční závod | Pierrick Fédrigo (FRA) |                        |
| UCI Road World Championships | Mistrovství světa v silniční cyklistice   | Španělsko, Madrid           | silniční závod | Anthony Geslin (FRA)   | 3. v celkovém umístění |

### 2006
| Oficiální název závodu     | Český název                                 | Země, místo konání          | Typ závodu          | Jezdec                   | Vítězství                         |
| -------------------------- | ------------------------------------------- | --------------------------- | ------------------- | ------------------------ | --------------------------------- |
| GP Costa Azul              |                                             | Portugalsko                 | etapový             | Sébastien Chavanel (FRA) | 3. etapa                          |
| Tour of the Basque Country |                                             | Španělsko, Baskicko         | etapový             | Thomas Voeckler (FRA)    | 5. etapa                          |
| Paris–Camembert            |                                             | Francie, Normandie          | jednodenní          | Anthony Geslin (FRA)     |                                   |
| Trophée des Grimpeurs      |                                             | Francie, Val-d'Oise         | jednodenní          | Didier Rous (FRA)        |                                   |
| Quatre Jours de Dunkerque  | Čtyři dny v Dunkerku                        | Francie, Nord-Pas-de-Calais | etapový             | Pierrick Fédrigo (FRA)   | 4. etapa                          |
| Tour de Picardie           |                                             | Francie, Pikardie           | etapový             | Rony Martias (FRA)       | 1.etapa                           |
| Route du Sud               |                                             | Francie, severní regiony    | etapový             | Thomas Voeckler (FRA)    | 1. etapa, trikot                  |
| Time Trial Championships   | Mistrovství Holandska v silniční cyklistice | Nizozemsko                  | časovka jednotlivců | Stef Clement (NED)       |                                   |
| Tour du Doubs              |                                             | Francie, Doubs              | jednodenní          | Yoann Le Boulanger (FRA) |                                   |
| Tour de France             | Tour de France 2006                         | Francie                     | etapový             | Pierrick Fédrigo (FRA)   | 14. etapa                         |
| Paris–Corrèze              |                                             | Francie, Corrèze            | etapový             | Didier Rous (FRA)        | 1. etapa, trikot                  |
| Clasica San Sebastian      |                                             | Španělsko, San Sebastián    | etapový             | Xavier Florencio (ESP)   |                                   |
| Tour du Limousin           |                                             | Francie, Limousin           | čtyřdenní           | Pierrick Fédrigo (FRA)   | 1. etapa                          |
| Tour de l'Avenir           | Závod budoucnosti                           | Francie                     | etapový             | Stef Clement (NED)       | 9. etapa                          |
| Paris–Bourges              |                                             | Francie, Centre             | jednodenní          | Thomas Voeckler (FRA)    |                                   |
| Quatre Jours de Dunkerque  | Čtyři dny v Dunkerku                        | Francie, Nord-Pas-de-Calais | etapový             | Didier Rous (FRA)        | 3. v celkovém umístění, trikot    |
| Vuelta a España            | Vuelta a España 2006                        | Španělsko                   | etapový             | Xavier Florencio (ESP)   | 10. etapa, 3. v celkovém umístění |

### 2007
| Oficiální název závodu                   | Český název                                | Země, místo konání        | Typ závodu          | Jezdec                 | Vítězství              |
| ---------------------------------------- | ------------------------------------------ | ------------------------- | ------------------- | ---------------------- | ---------------------- |
| Tro-Bro Léon                             |                                            | Francie, Bretaň           | jednodenní          | Saïd Haddou (FRA)      |                        |
| Trophée des Grimpeurs                    |                                            | Francie, Val-d'Oise       | jednodenní          | Anthony Geslin (FRA)   |                        |
| Tour de Luxembourg                       | Kolem Lucemburska                          | Lucembursko               | etapový             | Laurent Brochard (FRA) | 2. etapa               |
| Tour du Doubs                            |                                            | Francie, Doubs            | jednodenní          | Vincent Jérôme (FRA)   |                        |
| Road Race Championship                   | Mistrovství Estonska v silniční cyklistice | Estonsko                  | silniční závod      | Erki Pütsep (EST)      |                        |
| Time Trial Championships                 | Mistrovství Francie v silniční cyklistice  | Nizozemsko                | časovka jednotlivců | Stef Clement (NED)     |                        |
| Tour du Limousin                         |                                            | Francie, Limousin         | čtyřdenní           | Pierrick Fédrigo (FRA) |                        |
| Tour du Poitou Charentes                 |                                            | Francie, Poitou-Charentes | etapový             | Thomas Voeckler (FRA)  | trikot                 |
| GP Ouest-France                          |                                            | Francie, Bretaň           | jednodenní          | Thomas Voeckler (FRA)  |                        |
| Circuit Franco-Belge                     |                                            | Francie, Belgie           | jednodenní          | Aurélien Clerc (SUI)   |                        |
| UCI Road World Championships, Time Trial | Mistrovství světa v silniční cyklistice    | Německo, Stuttgart        | silniční závod      | Stef Clement (NED)     | 3. v celkovém umístění |

### 2008
| Oficiální název závodu          | Český název            | Země, místo konání          | Typ závodu | Jezdec                 | Vítězství              |
| ------------------------------- | ---------------------- | --------------------------- | ---------- | ---------------------- | ---------------------- |
| La Tropicale Amissa Bongo       |                        | Gabon                       | etapový    | Rony Martias (FRA)     | 1.; 4. etapa           |
| Étoile de Bessèges              |                        | Francie, Gard               | etapový    | Yury Trofimov (RUS)    | 3. etapa, trikot       |
| Tour de Langkawi                |                        | Malajsie                    | etapový    | Mathieu Sprick (FRA)   | 1. etapa               |
| Driedaagse van West-Vlaanderen  |                        | Belgie, Západní Flandry     | jednodenní | Aurélien Clerc (FRA)   | 1. etapa               |
| Tour Ivoirien de la Paix        |                        | Pobřeží slonoviny           | etapový    | Rony Martias (FRA)     | trikot                 |
| Tour Ivoirien de la Paix        | Sébastien Turgot (FRA) | Pobřeží slonoviny           | etapový    | 1. etapa               |                        |
| Circuit de la Sarthe            |                        | Francie, Pays de la Loire   | etapový    | Thomas Voeckler (FRA)  | trikot                 |
| Quatre Jours de Dunkerque       | Čtyři dny v Dunkerku   | Francie, Nord-Pas-de-Calais | etapový    | Pierrick Fédrigo (FRA) | 4. etapa               |
| Volta a Catalunya               | Kolem Katalánska       | Španělsko, Katalánsko       | etapový    | Pierrick Fédrigo (FRA) |                        |
| Grand Prix de Plumelec-Morbihan |                        | Francie, Bretaň             | jednodenní | Thomas Voeckler (FRA)  |                        |
| Critérium du Dauphiné Libéré    |                        | Francie                     | etapový    | Yury Trofimov (RUS)    |                        |
| Tour du Doubs                   |                        | Francie, Doubs              | jednodenní | Anthony Geslin (FRA)   |                        |
| GP Ouest-France                 |                        | Francie, Bretaň             | jednodenní | Pierrick Fédrigo (FRA) |                        |
| Chrono des Nations              |                        | Francie, Vendée             | časovka    | Stef Clement (NED)     |                        |
| Gent–Wevelgem                   |                        | Belgie                      | jednodenní | Aurélien Clerc (FRA)   | 2. v celkovém umístění |
| Paris–Tours                     |                        | Francie, Paříž              | jednodenní | Sébastien Turgot (FRA) | 3. v celkovém umístění |

## Team Bbox Bouygues Telecom

### 2009
| Oficiální název závodu       | Český název           | Země, místo konání                                     | Typ závodu | Jezdec                 | Vítězství        |
| ---------------------------- | --------------------- | ------------------------------------------------------ | ---------- | ---------------------- | ---------------- |
| La Tropicale Amissa Bongo    |                       | Gabon                                                  | etapový    | Evgeny Sokolov (RUS)   | 2. etapa         |
| La Tropicale Amissa Bongo    | Johann Tschopp (SUI)  | Gabon                                                  | etapový    | 4. etapa               |                  |
| Étoile de Bessèges           |                       | Francie, Gard, Bessèges                                | etapový    | Thomas Voeckler (FRA)  | trikot           |
| Tour de Langkawi             |                       | Malajsie                                               | etapový    | Yohann Gène (FRA)      | 7. etapa         |
| Tour du Haut Var             |                       | Francie, Var                                           | dvoudenní  | Thomas Voeckler (FRA)  | 2. etapa, trikot |
| Tour of the Basque Country   |                       | Španělsko, Baskicko                                    | etapový    | Yury Trofimov (RUS)    | 2. etapa         |
| Tro-Bro Léon                 |                       | Francie, Bretaň                                        | etapový    | Saïd Haddou (FRA)      |                  |
| Trophée des Grimpeurs        |                       | Francie, Val-d'Oise                                    | jednodenní | Thomas Voeckler (FRA)  |                  |
| Quatre Jours de Dunkerque    | Čtyři dny v Dunkerku  | Francie, Nord-Pas-de-Calais                            | etapový    | Pierrick Fédrigo (FRA) | 5. etapa         |
| Critérium du Dauphiné Libéré | Critérium du Dauphiné | Francie                                                | etapový    | Pierrick Fédrigo (FRA) | 6. etapa         |
| Tour de France               | Tour de France 2009   | Monako, Francie, Španělsko, Andorra, Švýcarsko, Itálie | etapový    | Thomas Voeckler (FRA)  | 5. etapa         |
| Tour de France               | Tour de France 2009   | Monako, Francie, Španělsko, Andorra, Švýcarsko, Itálie | etapový    | Pierrick Fédrigo (FRA) | 9. etapa         |

### 2010
| Oficiální název závodu    | Český název                               | Země, místo konání  | Typ závodu          | Jezdec                 | Vítězství                   |
| ------------------------- | ----------------------------------------- | ------------------- | ------------------- | ---------------------- | --------------------------- |
| La Tropicale Amissa Bongo |                                           | Gabon               | etapový             | Anthony Charteau (FRA) | 4. etapa, trikot            |
| La Tropicale Amissa Bongo | Yohann Gène (FRA)                         | Gabon               | etapový             | 4. etapa               |                             |
| Paris–Nice                | Paříž–Nice                                | Francie             | etapový             | William Bonnet (FRA)   | 2. etapa                    |
| Critérium International   |                                           | Francie             | etapový             | Pierrick Fédrigo (FRA) | 1. etapa, trikot            |
| Three Days of De Panne    |                                           | Belgie              | dvoudenní           | Steve Chainel (FRA)    | 1. etapa                    |
| Three Days of De Panne    | Sébastien Turgot (FRA)                    | Belgie              | dvoudenní           | 2. etapa               |                             |
| Route Adélie de Vitré     |                                           | Francie, Vitré      | jednodenní          | Cyril Gautier (FRA)    |                             |
| Tour de Bretagne          |                                           | Francie, Bretaň     |                     | Franck Bouyer (FRA)    | trikot                      |
| Circuit de Lorraine       |                                           | Francie, Lotrinsko  | etapový             | Pierre Rolland (FRA)   | 4. etapa                    |
| Giro d'Italia             | Giro d'Italia 2010                        | Nizozemsko, Itálie  | etapový             | Johann Tschopp (SUI)   | 20. etapa                   |
| Critérium du Dauphiné     | Critérium du Dauphiné                     | Francie             | etapový             | Nicolas Vogondy (FRA)  | 4. etapa                    |
| Road Race Championships   | Mistrovství Francie v silniční cyklistice | Francie             | silniční závod      | Thomas Voeckler (FRA)  |                             |
| Time Trial Championships  | Mistrovství Francie v silniční cyklistice | Francie             | časovka jednotlivců | Nicolas Vogondy (FRA)  |                             |
| Tour de France            | Tour de France 2010                       | Nizozemsko, Francie | etapový             | Thomas Voeckler (FRA)  | 15. etapa                   |
| Tour de France            | Tour de France 2010                       | Nizozemsko, Francie | etapový             | Pierrick Fédrigo (FRA) | 16. etapa                   |
| Tour de France            | Tour de France 2010                       | Nizozemsko, Francie | etapový             | Anthony Charteau (FRA) | trikot v horské kvalifikaci |
| GP de Québec              |                                           | Kanada, Québec      | jednodenní          | Thomas Voeckler (FRA)  |                             |

## Team Europcar

### 2011
| Oficiální název závodu    | Český název                               | Země, místo konání          | Typ závodu          | Jezdec                   | Vítězství                                |
| ------------------------- | ----------------------------------------- | --------------------------- | ------------------- | ------------------------ | ---------------------------------------- |
| La Tropicale Amissa Bongo |                                           | Gabon                       | etapový             | Anthony Charteau (FRA)   | trikot                                   |
| La Tropicale Amissa Bongo | Yohann Gène (FRA)                         | Gabon                       | etapový             | 2.; 5. etapa             |                                          |
| Étoile de Bessèges        |                                           | Francie, Gard, Bessèges     | etapový             | Saïd Haddou (FRA)        | ?. etapa                                 |
| Tour Méditerranéen        |                                           | Španělsko, Francie, Itálie  | etapový             | Thomas Voeckler (FRA)    | 1. etapa                                 |
| Tour du Haut Var          |                                           | Francie, Var                | dvoudenní           | Thomas Voeckler (FRA)    | trikot                                   |
| Tour of South Africa      |                                           | Jihoafrická republika       | etapový             | Yohann Gène (FRA)        | 2. etapa                                 |
| Paris–Nice                | Paříž–Nice                                | Francie                     | etapový             | Thomas Voeckler (FRA)    | 4.; 8. etapa                             |
| GP Cholet                 |                                           | Francie, Cholet             | jednodenní          | Thomas Voeckler (FRA)    |                                          |
| La Roue Tourangelle       |                                           | Francie, Centre             | jednodenní          | David Veilleux (CAN)     |                                          |
| Tro-Bro Léon              |                                           | Francie, Bretaň             | jednodenní          | Vincent Jérôme (FRA)     |                                          |
| Giro del Trentino         |                                           | Itálie, Trentino            | etapový             | Thomas Voeckler (FRA)    | 2. etapa                                 |
| Quatre Jours de Dunkerque | Čtyři dny v Dunkerku                      | Francie, Nord-Pas-de-Calais | etapový             | Thomas Voeckler (FRA)    | 4. etapa, trikot                         |
| Circuit de Lorraine       |                                           | Francie, Lotrinsko          | etapový             | Sébastien Chavanel (FRA) | 2. etapa                                 |
| Critérium du Dauphiné     | Critérium du Dauphiné                     | Francie                     | etapový             | Christophe Kernl (FRA)   | 5. etapa                                 |
| Boucles de la Mayenne     |                                           | Francie, Pays de la Loire   | etapový             | Sébastien Turgot (FRA)   |                                          |
| Route du Sud              |                                           | Francie, severní regiony    | etapový             | Anthony Charteau (FRA)   | 2. etapa                                 |
| Time Trial Championships  | Mistrovství Francie v silniční cyklistice | Francie                     | časovka jednotlivců | Christophe Kernl (FRA)   |                                          |
| Tour de France            | Tour de France 2011                       | Francie                     | etapový             | Pierre Rolland (FRA)     | 19. etapa, trikot pro nejmladšího jezdce |

### 2012
| Oficiální název závodu    | Český název           | Země, místo konání          | Typ závodu | Jezdec                 | Vítězství                                   |
| ------------------------- | --------------------- | --------------------------- | ---------- | ---------------------- | ------------------------------------------- |
| Étoile de Bessèges        |                       | Francie, Gard, Bessèges     | etapový    | Pierre Rolland (FRA)   | 3. etapa                                    |
| Tour de Normandie         | Kolem Normandie       | Francie, Normandie          | etapový    | Jérôme Cousin (FRA)    | 2. etapa, trikot                            |
| Brabantse Pijl            | Brabantský šíp        | Belgie, Flandry             | etapový    | Thomas Voeckler (FRA)  |                                             |
| La Tropicale Amissa Bongo |                       | Gabon                       | etapový    | Anthony Charteau (FRA) | trikot                                      |
| La Tropicale Amissa Bongo | Yohann Gène (FRA)     | Gabon                       | etapový    | 1.; 5. etapa           |                                             |
| La Tropicale Amissa Bongo | Thomas Voeckler (FRA) | Gabon                       | etapový    | 3. etapa               |                                             |
| Quatre Jours de Dunkerque | Čtyři dny v Dunkerku  | Francie, Nord-Pas-de-Calais | etapový    | Matteo Pelucchi (ITA)  | 5. etapa                                    |
| Rhône-Alpes Isère Tour    |                       | Francie, Rhône-Alpes        | etapový    | Jérôme Cousin (FRA)    | 3. etapa                                    |
| Rhône-Alpes Isère Tour    | Angelo Tulik (FRA)    | Francie, Rhône-Alpes        | etapový    | 4. etapa               |                                             |
| Ronde de l'Oise           |                       | Francie, Oise               | etapový    | Matteo Pelucchi (ITA)  | 3. etapa                                    |
| Tour de France            | Tour de France 2012   | Francie                     | etapový    | Thomas Voeckler (FRA)  | 10.; 16. etapa, trikot v horské kvalifikaci |
| Tour de France            | Tour de France 2012   | Francie                     | etapový    | Pierre Rolland (FRA)   | 11. etapa                                   |
| Polynormande              |                       | Francie, Normandie          | jednodenní | Tony Hurel (FRA)       |                                             |
| Mi-Août Bretonne          |                       | Francie, Bretaň             | jednodenní | David Veilleux (CAN)   | 1. etapa, trikot                            |
| Tour du Limousin          |                       | Francie, Limousin           | čtyřdenní  | Yukiya Arashiro (JPN)  | trikot                                      |
| Tre Valli Varesine        |                       | Itálie, Varese              | jednodenní | David Veilleux (CAN)   |                                             |

### 2013
| Oficiální název závodu    | Český název                                | Země, místo konání        | Typ závodu     | Jezdec                 | Vítězství        |
| ------------------------- | ------------------------------------------ | ------------------------- | -------------- | ---------------------- | ---------------- |
| La Tropicale Amissa Bongo |                                            | Gabon                     | etapový        | Yohann Gène (FRA)      | 6. etapa, trikot |
| Étoile de Bessèges        |                                            | Francie, Gard, Bessèges   | etapový        | Bryan Coquard (FRA)    | 2.; 4. etapa     |
| Étoile de Bessèges        | Jérôme Cousin (FRA)                        | Francie, Gard, Bessèges   | etapový        | 3. etapa               |                  |
| Tour de Langkawi          |                                            | Malajsie                  | etapový        | Bryan Coquard (FRA)    | 8.; 9. etapa     |
| Paris–Nice                | Paříž–Nice 2013                            | Francie                   | etapový        | Damien Gaudin (FRA)    | prolog           |
| Cholet-Pays de Loire      |                                            | Francie, Cholet           | jednodenní     | Damien Gaudin (FRA)    |                  |
| Tour de Normandie         | Kolem Normandie                            | Francie, Normandie        | etapový        | Anthony Charteau (FRA) | 4. etapa         |
| Circuit de la Sarthe      |                                            | Francie, Pays de la Loire | etapový        | Pierre Rolland (FRA)   | 4. etapa, trikot |
| Tour du Finistère         |                                            | Francie, Quimper          | jednodenní     | Cyril Gautier (FRA)    |                  |
| Tour of Turkey            | Kolem Turecka                              | Turecko                   | etapový        | Natnael Berhane (ERI)  | 3. etapa, trikot |
| Tour de Picardie          |                                            | Francie, Pikardie         | etapový        | Bryan Coquard (FRA)    | 2. etapa         |
| Critérium du Dauphiné     | Critérium du Dauphiné                      | Francie                   | etapový        | David Veilleux (CAN)   | 1. etapa         |
| Critérium du Dauphiné     | Critérium du Dauphiné                      | Francie                   | etapový        | Thomas Voeckler (FRA)  | 6. etapa         |
| Route du Sud              |                                            | Francie, severní regiony  | etapový        | Thomas Voeckler (FRA)  | 3. etapa, trikot |
| Route du Sud              | Yohann Gène (FRA)                          | Francie, severní regiony  | etapový        | 2. etapa               |                  |
| Boucles de la Mayenne     |                                            | Francie, Pays de la Loire | etapový        | David Veilleux (CAN)   | trikot           |
| Road Race Championships   | Mistrovství Japonska v silniční cyklistice | Japonsko                  | silniční závod | Yukiya Arashiro (JPN)  |                  |
| Tour des Fjords           |                                            | Norsko                    | šestidenní     | Angelo Tulik (FRA)     | 4. etapa         |
| Châteauroux Classic       |                                            | Francie, Indre            | jednodenní     | Bryan Coquard (FRA)    |                  |
| Tour du Poitou-Charentes  |                                            | Francie, Poitou-Charentes | etapový        | Thomas Voeckler (FRA)  | 4. etapa, trikot |

### 2014
| Oficiální název závodu    | Český název                               | Země, místo konání           | Typ závodu          | Jezdec                 | Vítězství    |
| ------------------------- | ----------------------------------------- | ---------------------------- | ------------------- | ---------------------- | ------------ |
| La Tropicale Amissa Bongo |                                           | Gabon                        | etapový             | Natnael Berhane (ERI)  | trikot       |
| Étoile de Bessèges        |                                           | Francie, Gard, Bessèges      | etapový             | Bryan Coquard (FRA)    | 3.; 4. etapa |
| Route Adélie              |                                           | Francie, Vitré               | jednodenní          | Bryan Coquard (FRA)    |              |
| Paris–Camembert           |                                           | Francie, Normandie           | jednodenní          | Bryan Coquard (FRA)    |              |
| La Roue Tourangelle       |                                           | Francie, Centre-Val de Loire | jednodenní          | Angelo Tulik (FRA)     |              |
| Quatre Jours de Dunkerque | Čtyři dny v Dunkerku                      | Francie, Nord-Pas-de-Calais  | etapový             | Jimmy Engoulvent (FRA) | 5. etapa     |
| Tour de Picardie          |                                           | Francie, Pikardie            | etapový             | Bryan Coquard (FRA)    | 1. etapa     |
| Time Trial Championships  | Mistrovství Eritrey v silniční cyklistice | Eritrea                      | časovka jednotlivců | Natnael Berhane (ERI)  |              |
| Boucles de la Mayenne     |                                           | Francie, Pays de la Loire    | etapový             | Jimmy Engoulvent (FRA) | prolog       |
| Boucles de la Mayenne     | Yohann Gène (FRA)                         | Francie, Pays de la Loire    | etapový             | 3. etapa               |              |
| Tour du Limousin          |                                           | Francie, Limousin            | čtyřdenní           | Cyril Gautier (FRA)    | 2. etapa     |

### 2015
| Oficiální název závodu    | Český název                               | Země, místo konání       | Typ závodu     | Jezdec                   | Vítězství        |
| ------------------------- | ----------------------------------------- | ------------------------ | -------------- | ------------------------ | ---------------- |
| Road Race Championships   | Mistrovství Namibie v silniční cyklistice | Namibie                  | silniční závod | Dan Craven (NAM)         |                  |
| Étoile de Bessèges        |                                           | Francie, Gard, Bessèges  | etapový        | Bryan Coquard (FRA)      | 3. etapa         |
| Classica Corsica          |                                           | Francie, Korsika         | jednodenní     | Thomas Boudat (FRA)      |                  |
| Vuelta a Castilla y Leon  |                                           | Francie, Kastilie a León | třídenní       | Pierre Rolland (FRA)     | 3. etapa, trikot |
| Quatre Jours de Dunkerque | Čtyři dny v Dunkerku                      | Francie, Dunkerk         | čtyřdenní      | Bryan Coquard (FRA)      | 1. etapa         |
| Rhône-Alpes Isère Tour    |                                           | Francie, Rhône-Alpes     | etapový        | Fabrice Jeandesboz (FRA) | 3. etapa         |
| Route du Sud              |                                           | Francie, severní regiony | etapový        | Bryan Coquard (FRA)      | 2.; 4. etapa     |

## Team Direct Énergie

### 2016
| Oficiální název závodu    | Český název          | Země, místo konání          | Typ závodu | Jezdec                 | Vítězství                |
| ------------------------- | -------------------- | --------------------------- | ---------- | ---------------------- | ------------------------ |
| La Tropicale Amissa Bongo |                      | Gabon                       | etapový    | Adrien Petit (FRA)     | 3.; 5.; 6. etapa, trikot |
| Tour La Provence          |                      | Francie, Provence           | etapový    | Thomas Voeckler (FRA)  | 1. etapa, trikot         |
| Tour de Yorkshire         |                      | Anglie, Yorkshire           | etapový    | Thomas Voeckler (FRA)  | 3. etapa, trikot         |
| Quatre Jours de Dunkerque | Čtyři dny v Dunkerku | Francie, Nord-Pas-de-Calais | etapový    | Bryan Coquard (FRA)    | 1.; 2.; 3. etapa, trikot |
| Boucles de la Mayenne     |                      | Francie, Pays de la Loire   | etapový    | Bryan Coquard (FRA)    | prolog, 2. etapa, trikot |
| Route du Sud              |                      | Francie, severní regiony    | etapový    | Bryan Coquard (FRA)    | 1.; 2. etapa             |
| Vuelta a España           | Vuelta a España 2016 | Španělsko                   | etapový    | Lilian Calmejane (FRA) | 4. etapa                 |

### 2017
| Oficiální název závodu                   | Český název          | Země, místo konání          | Typ závodu | Jezdec                 | Vítězství        |
| ---------------------------------------- | -------------------- | --------------------------- | ---------- | ---------------------- | ---------------- |
| Étoile de Bessèges                       |                      | Francie, Gard, Bessèges     | etapový    | Lilian Calmejane (FRA) | 3. etapa, trikot |
| Volta a la Comunitat Valenciana          |                      | Španělsko, Valencie         | pětidenní  | Bryan Coquard (FRA)    |                  |
| Vuelta a Andalucia                       |                      | Španělsko, Andalusie        | pětidenní  | Bryan Coquard (FRA)    | 4. etapa         |
| La Tropicale Amissa Bongo                |                      | Gabon                       | etapový    | Yohann Gène (FRA)      | 5. etapa, trikot |
| La Tropicale Amissa Bongo                | Tony Hurel (FRA)     | Gabon                       | etapový    | 2. etapa               |                  |
| Grand Prix de la Ville de Lillers        |                      | Francie, Nord-Pas-de-Calais | jednodenní | Thomas Boudat (FRA)    |                  |
| Settimana Internazionale Coppi e Bartali |                      | Itálie, Emilia-Romagna      | etapový    | Lilian Calmejane (FRA) | 4. etapa, trikot |
| Settimana Internazionale Coppi e Bartali | Thomas Boudat (FRA)  | Itálie, Emilia-Romagna      | etapový    | 3. etapa               |                  |
| Circuit de la Sarthe                     |                      | Francie, Sarthe             | pětidenní  | Lilian Calmejane (FRA) | 3. etapa, trikot |
| Circuit de la Sarthe                     | Bryan Coquard (FRA)  | Francie, Sarthe             | pětidenní  | 2.; 4. etapa           |                  |
| Rhône-Alpes Isère Tour                   |                      | Francie, Rhône-Alpes        | etapový    | Jérôme Cousin (FRA)    | 1. etapa         |
| Quatre Jours de Dunkerque                | Čtyři dny v Dunkerku | Francie, Nord-Pas-de-Calais | etapový    | Sylvain Chavanel (FRA) | 4. etapa         |
| Tour of Belgium                          |                      | Belgie                      | pětidenní  | Bryan Coquard (FRA)    | 1. etapa         |
| Tour de France                           | Tour de France 2017  | Francie, Německo            | etapový    | Lilian Calmejane (FRA) | 8. etapa         |

### 2018
| Oficiální název závodu                   | Český název       | Země, místo konání   | Typ závodu | Jezdec                 | Vítězství            |
| ---------------------------------------- | ----------------- | -------------------- | ---------- | ---------------------- | -------------------- |
| Vuelta a Andalucia Ruta Ciclista Del Sol |                   | Španělsko, Andalusie | pětidenní  | Thomas Boudat (FRA)    | 1. etapa             |
| Tour du Haut Var                         |                   | Francie, Var         | dvoudenní  | Jonathan Hivert (FRA)  | 1.; 2. etapa, trikot |
| La Drôme Classic                         |                   | Francie, Drôme       | jednodenní | Lilian Calmejane (FRA) |                      |
| Paris–Nice                               | Paříž–Nice 2018   | Francie              | etapový    | Jonathan Hivert (FRA)  | 3. etapa             |
| Paris–Nice                               | Paříž–Nice 2018   | Francie              | etapový    | Jérôme Cousin (FRA)    | 5. etapa             |
| Paris-Troyes                             |                   | Francie              | jednodenní | Adrien Petit (FRA)     |                      |
| Cholet-Pays de Loire                     |                   | Francie, Cholet      | jednodenní | Thomas Boudat (FRA)    |                      |
| Paris–Camembert                          |                   | Francie, Normandie   | jednodenní | Lilian Calmejane (FRA) |                      |
| Tour du Finistère                        |                   | Francie, Quimper     | jednodenní | Jonathan Hivert (FRA)  |                      |
| Tour de Luxembourg                       | Kolem Lucemburska | Lucembursko          | etapový    | Damien Gaudin (FRA)    |                      |
| Tour de Wallonie                         | Kolem Valonska    | Belgie, Valonsko     | etapový    | Romain Cardis (FRA)    | etapa                |

### 2019
Cyklistický tým závodil do 10. dubna 2019, pod názvem Team Direct Énergie. Výsledkový listina je na stránce Total Direct Energie (cyklistický tým), kapitola Vítězství a umístění v sezoně 2019